# Torino centrale del vizio
Torino centrale del vizio è un film del 1979, diretto da Bruno Vani e, non accreditato, Renato Polselli.

## Trama
Un losco giro di prostituzione romana si incontra e si scontra con la mafia del capoluogo piemontese.